# Litterarum - Fira d'espectacles literaris Móra d'Ebre
Litterarum - Fira d'espectacles literaris Móra d'Ebre és una fira professional, constituïda el 2007 com a trobada d'espectacles de qualsevol disciplina, musical, teatral, espectacle de carrer, arts escèniques, dansa, circ, màgia, que tinguin la literatura en llengua catalana i que no han estat concebuts originalment per a l'escena. La fira ha estat impulsada per l'Ajuntament de Móra d'Ebre i la Institució de les Lletres Catalanes. El seu àmbit té com a eix central el domini lingüístic del català (Catalunya, País Valencià, Illes Balears, Franja de Ponent, Catalunya Nord i l'Alguer). Les seves creacions escèniques estan inspirades en la literatura catalana, inspirades en autors de les lletres catalanes de totes les èpoques, clàssics i contemporanis, i dirigides al gran públic.
Litterarum, que està dirigit per Albert Pujol, aplega els professionals implicats en la promoció i el coneixement dels productes literaris de parla catalana a les terres de l'Ebre, i és també un punt de referència en el camp de la literatura en català per a joves i infants.
L'any 2019 la Generalitat de Catalunya li va atorgar el Premi Nacional de Cultura.